# Омег банатський
Омег банатський (Oenanthe banatica) — вид квіткових рослин родини окружкових (Apiaceae).

## Біоморфологічна характеристика
Це багаторічна рослина 60–90 см заввишки. Парасольки з 8–15 променями. Плоди овальні, до 3 мм завдовжки.

## Поширення
Австрія, Словаччина, Угорщина, Хорватія, Сербія та Косово, Румунія, Болгарія, Україна.
В Україні вид зростає на вологих місцях біля води та на луках — на Закарпатті і дуже рідко на Прикарпатті.